# Maul

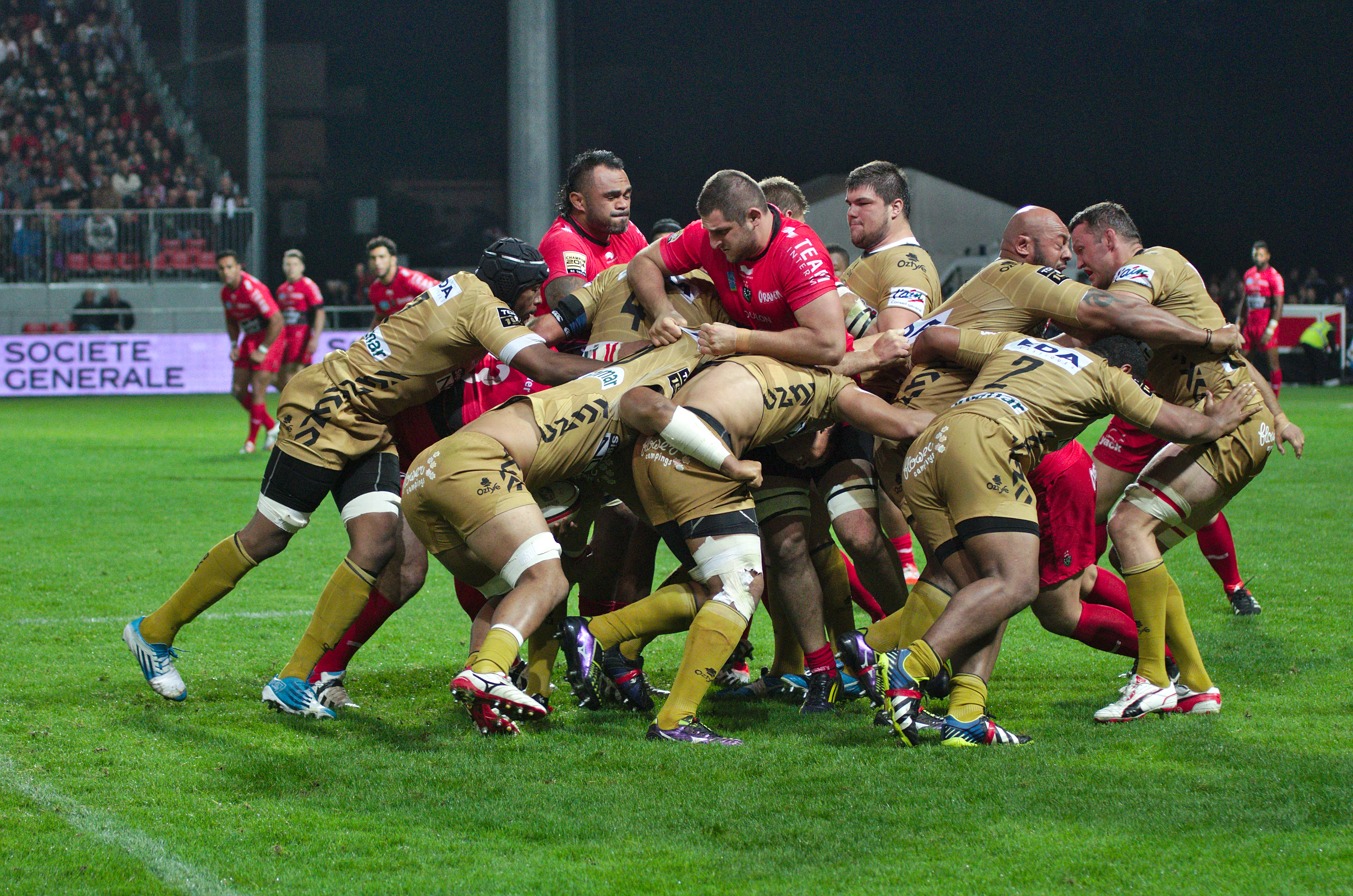
Maul

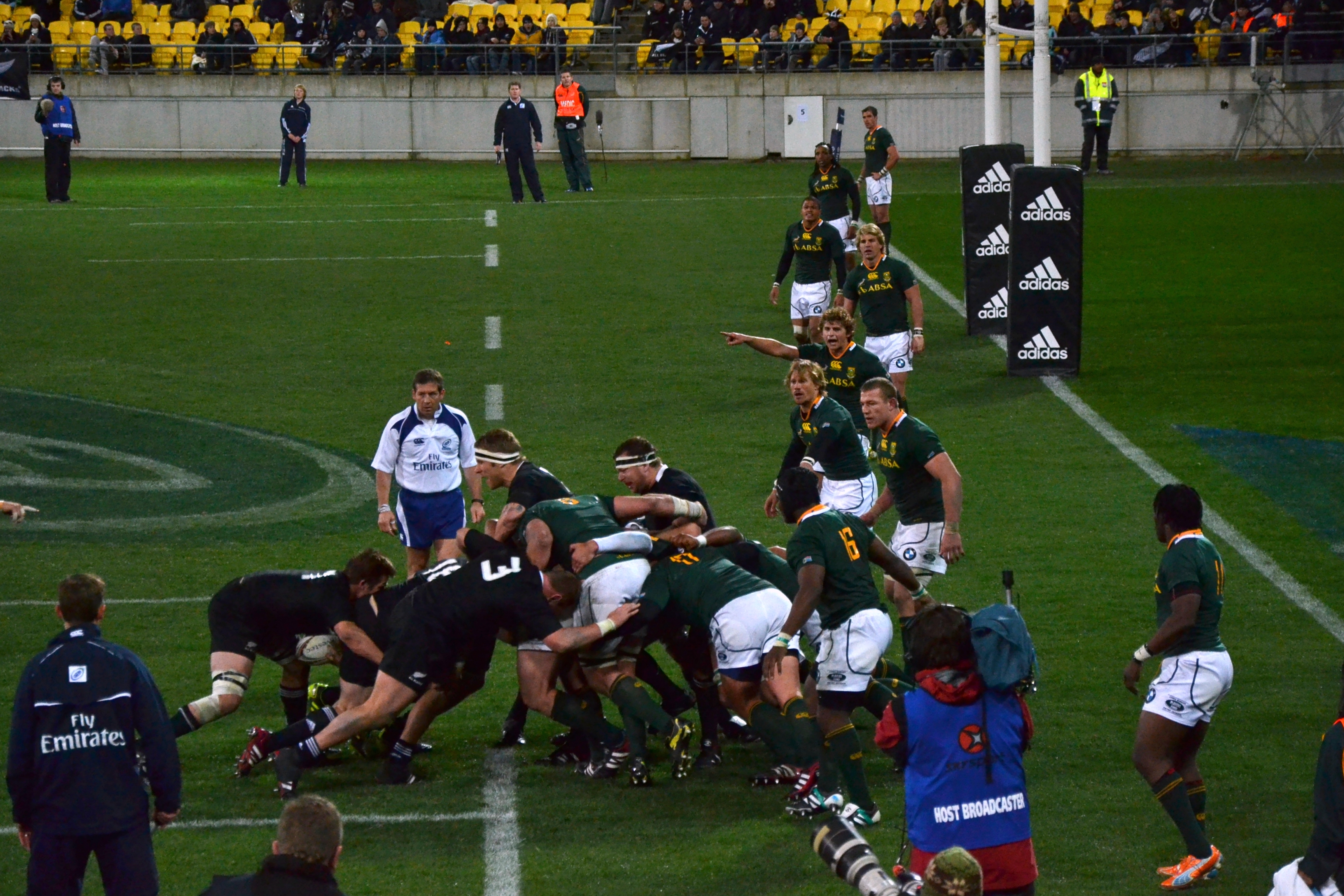
Maul

Maul (wym. [mɔːl], maulⓘ) – jeden ze stałych fragmentów gry w rugby union, stanowiący sposób rywalizacji o piłkę niesioną przez jednego z zawodników.

## Cel i sposób rozegrania maula
Maul to stały fragment gry w rugby union, podczas którego zawodnik z piłką jest związany z co najmniej jednym zawodnikiem swojej drużyny oraz jednym zawodnikiem drużyny przeciwnej, i stoją oni na nogach. Celem maula jest rywalizacja o piłkę trzymaną nad ziemią (niesioną przez zawodnika). Po sformowaniu maula musi się on poruszać w kierunku linii bramkowej drużyny przeciwnej. Może zatrzymać się tylko raz, nie dłużej niż na 5 sekund. Stanowi on m.in. jeden ze sposobów zakończenia autu.
W momencie rozpoczęcia maula zaczynają obowiązywać linie spalonego przebiegające przez najdalej wysunięte w stronę własnych linii bramkowych stopy zawodników zaangażowanych w maulu z każdej drużyny (jeśli taki punkt znajduje się za linią bramkową, to linię spalonego z tej strony stanowi linia bramkowa). Dołączenie polega na związaniu się z ostatnim zawodnikiem w maulu. Zawodnicy dołączający do maula muszą robić to zza linii spalonego. Zawodnicy odłączający się od maula muszą wycofać się poza linię spalonego zanim ponownie do niego dołączą. Jeśli zawodnicy drużyny przeciwnej odłączą się od maula, maul jest kontynuowany, a zawodnik drużyny przeciwnej może ponownie przyłączyć się do maula wiążąc się z najbardziej wysuniętym zawodnikiem drużyny posiadającej piłkę. Zawodnicy zaangażowani w maulu muszą starać się pozostać na nogach, jedynie zawodnik trzymający piłkę może zejść na ziemię, o ile natychmiast udostępni ją do gry.
Jeżeli maul przestał się poruszać w kierunku linii bramkowej drużyny przeciwnej na dłużej niż 5 sekund, sędzia, który widzi piłkę, wydaje komendę „zagraj” (ang. use it), po której drużyna, która posiada piłkę musi niezwłocznie ją zagrać. Taką samą komendę sędzia wydaje po tym, gdy maul zatrzyma się po raz drugi. Zakończenie maula następuje w momencie, gdy piłka lub zawodnik z piłką opuści maula, piłka znajdzie się na ziemi, znajdzie się na polu punktowym lub stanie się niemożliwa do zagrania. Młyn kończy się także w przypadku zawalenia maula, zatrzymania maula na dłużej niż 5 sekund jeśli piłka nie została udostępniona do gry oraz zejścia zawodnika z piłką na ziemię jeśli piłka nie została udostępniona do gry. 
W praktyce maul powstaje często w celu przełamania szarży, gdy do zawodnika niosącego piłkę przyłączają się jego koledzy z drużyny, aby go ochronić i zachować piłkę. Najczęściej spotykane sposoby rozegrania maula to driving maul (gdy zawodnicy chcą przełamać obronę, a piłka jest przekazana do zawodników z drugiego lub trzeciego szeregu, aby utrudnić jej odebranie przez przeciwników) oraz rolling maul (gdy piłka przekazywana jest w bok maula, gdzie obrona przeciwników wydaje się słabsza, zmieniając kierunek poruszania się maula). Zwykle pierwszy zawodnik w maulu jest relatywnie wyprostowany, natomiast zawodnicy znajdujący się za nim przyjmują niższą pozycję, aby mieć lepsze oparcie i mocniej pchać. Maulem kieruje gracz znajdujący się za nim, decydujący, kto powinien do maula się przyłączyć i jak zmienić jego rozegranie, zwykle jest to łącznik młyna. Ten sam gracz zazwyczaj wyjmuje piłkę z maula. Odebranie piłki w maulu jest trudne, a podstawowym celem broniącej się drużyny jest jego zatrzymanie.
Z uwagi na ograniczoną liczbę zawodników na boisku i unikanie kontaktu, w odmianie rugby 7 maule pojawiają się na boisku rzadziej niż w odmianie piętnastoosobowej.

## Błędy podczas rozegrania maula
Maul może być przerwany z różnych powodów, a błędy w trakcie jego rozegrania mogą skutkować podyktowaniem rzutu karnego lub wolnego. Do błędów skutkujących przyznaniem rzutu karnego należą m.in.:
- atakowanie maula bez związania się z innym zawodnikiem znajdującym się w maulu,
- wchodzenie w kontakt z przeciwnikiem powyżej linii barków,
- celowe zawalanie maula[10],
- dołączenie do maula ze spalonego,
- dołączenie do maula poprzez związanie się z innym zawodnikiem niż należy,
- umyślne zawalanie maula lub skakanie na niego,
- wyciąganie przeciwników z maula[7].

Do błędów skutkujących przyznaniem rzutu wolnego należą m.in.:
- trzymanie głowy lub barków przez zawodników zaangażowanych w maulu poniżej linii bioder,
- udawanie, że maul został zakończony[11].

Ponadto niewysłuchanie komendy sędziego „zagraj” czyli niepodjęcie gry piłką niezwłocznie po jej wydaniu skutkuje podyktowaniem młyna z wrzutem drużyny przeciwnej. Młynem skutkuje także maul niemożliwy do zagrania – dla drużyny przeciwnej, chyba że jest to maul po kopie w grze otwartej – wówczas dla drużyny posiadającej piłkę na początku maula.

## Historia
We wczesnym rugby poprzednikiem obecnego maula był tzw. muddle, podczas którego powszechne było stosowanie techniki hackingu (kopanie przeciwników po nogach, często w butach wzmocnionych metalowymi elementami). 
W 1992 zmieniono zasady gry w maulu w celu zmuszenia graczy do stosowania w większym stopniu gry otwartej (poza formacjami), wkrótce potem wprowadzono zasadę zmuszającą zawodników do użycia piłki, jeśli to możliwe. W 2008 wprowadzono na pewien czas eksperymentalne prawa pozwalające na zawalanie maula, które ostatecznie nie zostały przyjęte do przepisów. We współczesnym rugby union maule wraz z ruckami stały się najczęstszymi elementami gry.